# Columbusriddarna

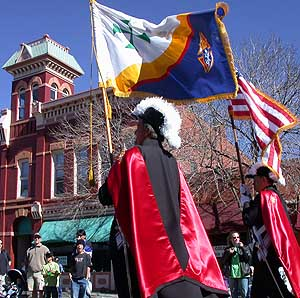
Några Columbusriddare i en marsch under St. Patrick's Day i Fort Collins, Colorado.

Columbusriddarna, (engelska: Knights of Columbus) är en USA stiftad katolsk ordenssällskap grundat i New Haven, Connecticut år 1882 för att hjälpa änkor och föräldralösa.